# Euploea coerti
Euploea coerti är en fjärilsart som beskrevs av Kalis 1933. Euploea coerti ingår i släktet Euploea och familjen praktfjärilar. Inga underarter finns listade i Catalogue of Life.